# یی‌چینگ
ای جینگ(Yi Jing) یا کتاب دگرگونی‌ها (چینی سنتی: 易經, Mandarin: [î tɕíŋ] ())، کتاب مقدس چینیان، و قدیمی‌ترین متن به‌جامانده از چین باستان است. در ای جینگ، شصت و چهار علامت وجود دارد که با تفسیر همراه است. ای جینگ حدوداً چهار هزار سال قدمت دارد، یعنی حدوداً در ۲۰۰۰ ق.م نوشته شده‌است(گفته‌های مختلفی به از ۹۰۰ سال تا ۴۰۰۰ هزار سال پیش از  میلاد برای نگارش کتاب بیان شده که ۹۰۰-۱۰۰۰ سال پیش از میلاد مستندترین آن می‌تواند باشد.)

## مضمون ای جینگ
هدف ای جینگ فهمیدن تغییراتی است که هر لحظه در حال رخ دادن هستند، به طوری که هر کس بتواند آن‌ها را به درستی ببیند و رفتار هماهنگ و متناسب با هر لحظه را تشخیص داده و به آن عمل کند.
انسان با مشورت گرفتن از ای جینگ که بسیاری از بزرگان معاصر و باستان مثل لایبنیتس، کارل یونگ و کنفوسیوس از آن بهره می‌بردند می‌تواند از آنچه در جریان است با خبر شود. این کتاب بر اساس شیوه‌ی بیان کارل یونگ ابزاری برای دسترسی به ناخودآگاه فردی و ناخودآگاه جمعی است. 
عاقلانه دیدن و عاقلانه رفتار کردن هدف ای جینگ است و شاید به همین دلیل به آن عقل چینی نیز می‌گویند.
ای جینگ نمی‌گوید که چه چیزی در آینده رخ می‌دهد، بلکه می‌گوید چنین رویکردی نسبت به وضعیت حال حاضر، چه مسیری در پی دارد و به کجا ختم می‌شود. 
در واقع توضیح می‌دهد که چرا وقایع بدین گونه هستند، رفتار متناسب با این وقایع چیست، و نگاه و رفتار هماهنگ با زندگی در آینده بر اساس آنچه در حال انجام است چه خواهد بود. اینگونه فرد می‌تواند در هماهنگی با حق، هستی یا دائو زندگی کند و در مسیر کمترین مقاومت یا «وو وی» پیش رود. 

## تاریخچه ای جینگ
بنابر نظریه‌ای ریشه‌های علائم ای جینگ(یی جینگ، یی چینگ و بسیاری تلفظات دیگر) از خطوط پشت لاک‌پشت اقتباس شده‌ است و افسانه‌ها کشف هشت سه‌خطی (باگوآ) به فوهسی امپراتور اسطوره‌ای چین نسبت می‌دهند.
مرحله بعدی پیشرفت ای جینگ در حدود ۱۱۵۰ سال قبل از میلاد در اواخر سلسله شانگ رخ داد در آن زمان آخرین امپراتور این سلسله، دی شین، دستور دستگیری حاکم ون ژو را داد و او را در پایتخت خود زندان کرد. حاکم ون با مطالعه بر روی سه‌خطی‌ها، ۶۴ شش‌خطی به دست آورد.
بعد از اینکه دولت مرکزی به دست طرفداران پسر حاکم ون، حاکم وو ژو، منحل شد و حاکم وو به عنوان پادشاه جدید شناخته شد، وی با مطالعه در آثار پدر، تفسیر خود در مورد هر خط از شش‌خطی‌ها را به کتاب افزود که شامل ۳۸۴ قطعه شد. بعدها این کتاب به «کتاب چویی» معروف شد.
در اوایل سدهٔ پنجم پیش از میلاد، کنفوسیوس «چویی» را مطالعه کرد و به احتمال زیاد بعضی از تفسیرهای ای جینگ را او با شاگردانش نوشته باشد. در اواخر قرن سوم میلادی عارفی جوان به نام وانگ پی با مطالعه ای جینگ آن را فلسفه زندگی شمرد. ای جینگی که اکنون در دسترس است را همان روایت وانگ پی می‌دانند که به زبان چینی جدید تدوین شده‌است.